# Maday Gábor
Maday Gábor (1971. november 25. –) magyar színművész.

## Életpályája
1971-ben született. 1991-1992 között a Független Színpad, 1992–1994 között a Madách Színház, 1994–1996 között az Új Színház, 1996–2003 között a debreceni Csokonai Színház tagja volt. 2003-tól játszott a József Attila Színházban is.  2024-től az Újszínházban szerepel.

## Filmes és televíziós szerepei
- Drága örökösök – A visszatérés (2024) ...Kárászi rendőrfőnök
- …a szomszéd tehene (2024) …István
- Brigi és Brúnó (2023) ... Pap
- A Király (2022) ... Krisztián ügyvédje
- A Nagy Fehér Főnök (2022) ... Vili
- Keresztanyu (2021–2022) ... Marozsán Gábor
- A mi kis falunk (2019) ... Árpád, közútfelmérő
- Drága örökösök (2019) ... Nyomozó
- Aranyélet (2018)
- Jóban Rosszban (2016) ... Kaló Sándor
- Munkaügyek (2014)
- A berni követ (2014)
- Coming out (2013) ... János (Madai Gábor néven)
- Naruto (2002)
- Kisváros (2001)
- Nana

## Szinkron
- Testvérek (televíziós sorozat, 2021): Akif Atakul – Celil Nalçakan
- Ártatlanok (televíziós sorozat): Cüneyt – Bariş Bağci
- A házasság buktatói: Salim Karadağ – Cengiz Okuyucu
- Bosszúállók: Jasper Sitwell – Maximiliano Hernández
- Amerika Kapitány: A tél katonája: Jasper Sitwell – Maximiliano Hernández
- Bosszúállók: Végjáték: Jasper Sitwell – Maximiliano Hernández
- Transformers: Prime: A Nemesis – Kevin Michael Richardson
- Csernobil: Szőke férfi – Michael Shaeffer
- Star Wars: A klónok háborúja: Kix (1. hang), Dogma (1. hang), Pulsar, Jet – Dee Bradley Baker
- Star Wars: A Rossz Osztag: ES-01 – Emilio Garcia-Sanchez
- Pókember elképesztő kalandjai: Tony Stark / Vasember (1. évad), Thor (2. évadtól) – Adrian Pasdar, Travis Willingham
- Vasember: Analitikus – Joshua Harto
- A nevem Earl: Jasper (2. hang) – Juan Pope

## Díjai és elismerései
- Soós Imre-díj (2003)[6]